# سانتروزوم

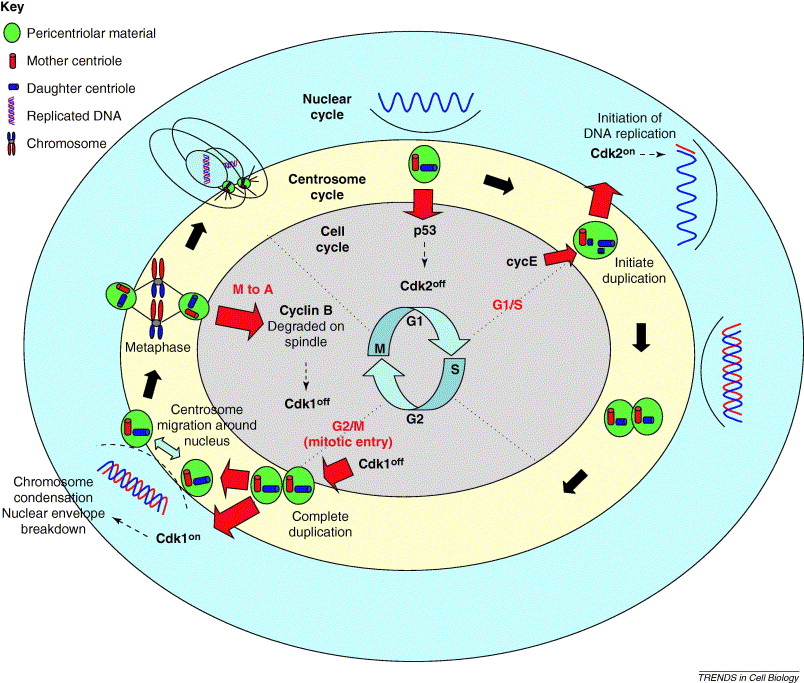
نقش سانتروزوم در میتوز (رشتمان)

سانتروزوم یا سنتروزوم (به انگلیسی: Centrosome) یا میان‌تن، نام یک اندامک در یاختهٔ جانوری است که به عنوان مرکز ساماندهی ریزلوله (MTOC)، چرخه سلولی را هماهنگ می‌کند. سنتروزوم از دو سانتریول عمود بر هم ساخته شده است که با توده بی شکلی از ماده ای متراکم احاطه می شوند که "ماده دور سانتریول" (PCM) نامیده می شود.
سانتروزوم در سال ۱۸۸۳ به وسیله ادوارد فن‌بندن دانشمند بلژیکی یافته شد و در سال ۱۸۸۸ به وسیله تئودور بووری، دانشمند آلمانی توصیف گردید. این اندامک در قارچ‌ها یافت نمی‌شود و آنها اندامک‌های دیگری به عنوان مرکز ساماندهی ریزلوله دارند. اگرچه نقش سانتروزوم‌ها در میتوز بسیار کلیدی است، با این حال این اندامک در حالت معمولی، زیاد ضروری نیست.

## سانتروزوم در گیاهان
برخلاف تصور عمومی که سانتروزوم ها را با سانتریول ها برابر می دانند، در واقعیت این تصور اشتباه است و نباید این دو را با هم برابر و یکی بدانیم.
در واقع سانتروزوم های اغلب گیاهان سانتریول ندارند.